# Nemocnice Znojmo
Nemocnice Znojmo je zdravotnické zařízení ve Znojmě a příspěvková organizace Jihomoravského kraje. Sídlí ve Znojmě v areálu z let 1966–1975 ulici MUDr. Jana Janského na severním okraji města, využívá však i starý nemocniční areál, který vznikl z bývalého kláštera františkánů kolem kostela svaté Alžběty u Vídeňské třídy, nedaleko jižně od historického centra města. Disponuje 590 lůžky, poskytuje léčebně preventivní péči znojemskému okresu a taktéž specializovanou zdravotnickou činnost. Provozuje 17 klinických lůžkových odborností, 6 odborností společných vyšetřovacích složek, organizačně vyčleněný centrální příjem, centrální operační trakt a lékárnu. Kapacitou a počtem jednotlivých odborností je největší nefakultní nemocnicí v Jihomoravském kraji. Údaje o datu vzniku dnešní krajské příspěvkové organizace se v různých oficiálních rejstřících a dokumentech liší, podle oficiálního výkladu transformačního zákona byla při transformaci v roce 2003 zachována plná právní kontinuita s předchozí státní příspěvkovou organizací Okresní nemocnice s poliklinikou Znojmo, která podle rejstříku vznikla k 1. červenci 1973. Ředitelem nemocnice byl nejpozději od zápisu krajské příspěvkové organizace do obchodního rejstříku v říjnu 2003 až do konce října 2019 Miroslav Kavka, od listopadu 2019 do února 2024 jím byl Martin Pavlík. V březnu 2024 se ředitelem stal opět Miroslav Kavka.

## Historie

### Lazaret a špitály
Ve vztahu k roku 1363 se v historických pramenech hovoří o lazaretu ve Znojmě. Kolem roku 1380 pak byl vybudován na Dolním Předměstí pod dolní městskou branou, přibližně v místech dnešní staré nemocnice na ulici Vídeňské, špitál. Za husitských válek byl pobořen. V průběhu 15. století byl zřízen dům pro porodní asistentky a kolem roku 1542 vznikla v objektu radnice i první městská lékárna. Starý špitální dům byl v roce 1645 vypálen švédským vojskem a roku 1676 byla dokončena výstavba nového městského špitálu. Vlastní nemocnice vznikla roku 1797 a měla zpočátku 11 světnic pro nemocné, v roce 1834 již 34 lůžek.

### Nemocnice na Vídeňské
V letech 1906–1907 byla postavena dnešní budova nemocnice na Vídeňské třídě. K ní patřila márnice a prádelna. Kapacita nemocnice tak vzrostla na 150 lůžek. Lůžkové zařízení se rozrostlo do pavilonového typu. Po vzniku Československé republiky v roce 1918 zůstalo zdravotnictví ve Znojmě na zhruba stejné úrovni. Po roce 1945 měla nemocnice 5 odborných oddělení a asi 270 lůžek. Ženské oddělení bylo umístěno ve Starém Šaldorfu.
V roce 1949 byl ve Znojmě založen kojenecký ústav, roku 1951 okresní ústav národního zdraví, roku 1952 okresní hygienická stanice a roku 1956 byla otevřena městská poliklinika.

### Nová nemocnice
Ačkoli během deseti let po válce vzrostl počet lůžek na 494, nedostačovalo toto množství k zajištění nutné péče. Proto byla v roce 1966 podle projektu ing. arch. Spurného zahájena výstavba nové nemocnice v klidném prostředí na okraji lesoparku na severním okraji města. Slavnostně otevřena byla 10. listopadu 1973. Plného provozu dosáhla nová nemocnice v roce 1975. Před otevřením nové nemocnice měl OÚNZ 582 lůžek, který se zvýšil až na 910 a dále byla otevřena léčebna pro dlouhodobě nemocné se 140 lůžky. Počet lůžkových oddělení se zvýšil z 11 na 16 (nově přibylo ARO, rehabilitace, radioterapie, ortopedie a psychiatrie). Do nových budov se přestěhovalo oddělení klinické biochemie, radiodiagnostické, transfúzní, rehabilitační a patologie. Byl zřízen centrální příjem a v roce 1975 oddělení nukleární medicíny. V dalších letech pak bylo otevřeno mikrobiologické oddělení, v roce 1979 byla zřízena jednotka intenzivní péče na interním oddělení a na ženském a novorozeneckém oddělení byla zavedena metoda „rooming in“. Roku 2009 byl ve znojemské nemocnici otevřen provoz magnetické rezonanční tomografie. V roce 2010 Nemocnice Znojmo slavnostně otevřela nové pracoviště centrálních laboratoří, centrální sterilizace a transfúzního úseku hematologicko-transfúzního oddělení. Roku 2013 byl pořízen nový CT přístroj za více než 18 milionů korun. Nový přístroj dokáže díky výkonné počítačové jednotce zpracovávat vysoké objemy dat v krátkém čase a dávky rtg záření jsou u něj nižší. Ve stejném roce dokončila nemocnice plochu pro přistávání vrtulníků zdravotnické záchranné služby.  Ve staré nemocnici zůstalo až do současnosti oddělení dlouhodobě nemocných, neboť pavilonová přístavba k monobloku nové nemocnice již nebyla realizována. V prosinci 2019 se do prostor nové nemocnice ze staré nemocnice přestěhovalo infekční oddělení.

### Právní forma
Pod stejným identifikačním číslem organizace působila před rokem 2003 státní příspěvková organizace Okresní nemocnice s poliklinikou Znojmo.
Ve veřejné Sbírce listin je jako nejstarší zřizovací dokument příspěvkové organizace Nemocnice Znojmo zveřejněna zřizovací listina účinná k 1. 1. 2003, tedy k datu, kdy zanikly okresní úřady a část jejich agendy přešla na nově zřízené samosprávné kraje, které vznikly od tři roky dříve. Zřizovací listina k 1. 1. 2003 svěřuje nově zřízené příspěvkové organizaci majetek, který byl v uveden v účetní závěrce dosavadní příspěvkové organizace Okresní nemocnice s poliklinikou Znojmo, avšak nijak neřeší právní nástupnictví těchto dvou příspěvkových organizací ani neformuluje právní kontinuitu subjektu. Ještě k 1. červenci 2003, kdy nová příspěvková organizace Nemocnice Znojmo dosud nebyla zapsána v Obchodním rejstříku, vystupovala nemocnice ve svých právních aktech pod názvem původní příspěvkové organizace jako Okresní nemocnice s poliklinikou Znojmo.
Jako datum vzniku a zápisu dnešní příspěvkové organizace Nemocnice Znojmo je v Registru ekonomických subjektů uveden 1. červenec 1973, třebaže samosprávný Jihomoravský kraj jako dnešní zřizovatel však vznikl až roku 2000 (původně pod názvem Brněnský kraj). Obchodní rejstřík uvádí datum vzniku a zápisu pod stejným názvem i IČO k 11. říjnu 2003.
Podle § 2 odst. 1 věty prvé zákona č. 157/2000 Sb. došlo rozhodným dnem pouze ke změně povahy státních příspěvkových organizací, které se mění v příspěvkové organizace kraje, což je vykládáno jako zachování plné právní kontinuity, přestože ve zřizovacích listinách nebývá právní návaznost na předchozí subjekt vůbec zmiňována.